# Слобода-Кустовецька
Слобода-Кустовецька — село в Україні, в Уланівській сільській громаді Хмільницького району Вінницької області. Населення становить 242 особи.

## Географія
Понад селом протікає річка Гнилець.